# Nono Lubanzadio
Nono Lubanzadio Mayasislua (Kinshasa, 27 gennaio 1980) è un ex calciatore della Repubblica Democratica del Congo, di ruolo difensore.

## Caratteristiche tecniche
È un difensore centrale.

## Carriera

### Club
Nel gennaio 2006, dopo aver giocato al Cilu, viene ceduto in prestito al TP Mazembe. Nell'estate 2006 viene acquistato dal Black Leopards.

### Nazionale
Ha debuttato in Nazionale il 1º luglio 2005, in Botswana-RD del Congo (0-0). Ha partecipato, con la Nazionale, alla Coppa d'Africa 2006. Ha collezionato in totale, con la maglia della Nazionale, 9 presenze.